# Villanueva del Rebollar
|  | Per a altres significats, vegeu «Villanueva del Rebollar de la Sierra». |

Villanueva del Rebollar és un municipi de la província de Palència a la comunitat autònoma de Castella i Lleó (Espanya).
| 1991 | 1996 | 2001 | 2004 |
| ---- | ---- | ---- | ---- |
| 119  | 116  | 98   | 106  |